# Anania cervinalis
Anania cervinalis is een vlinder van de familie van de grasmotten (Crambidae). De wetenschappelijke naam van deze soort is voor het eerst voorgesteld als Agrammia cervinalis door William Warren in een publicatie uit 1892.
De soort komt voor in Brazilië (São Paulo).